# Miserabili
Miserabili è un album del 2008 del gruppo folk Mercanti di liquore e con la collaborazione di Marco Paolini, concept album sull'economia.

## Tracce
1. Mrs. Thatcher – 3:15
2. Il rischio – 5:28
3. «O la borsa o la vita» (Financial radio) – 1:40
4. La bolla dei mari del sud – 3:57
5. Lista della spesa – 1:59
6. Angelino Sempreinpiedi – 4:57
7. Il vangelo secondo Margaret Thatcher – 1:50
8. Belle epoque – 2:09
9. Bancomat – 3:12
10. Miserabile amica – 5:28
11. Oro nero – 4:29
12. Karma kola – 3:07
13. La torta dallo spazio – 2:25
14. Marta – 3:31
15. La carrucola – 5:20
16. Rossana – 4:49
17. Liberomercato – 5:37

Durata totale: 63:13

## Formazione
- Lorenzo Monguzzi - voce e chitarra
- Piero Mucilli - fisarmonica e tastiera
- Simone Spreafico - chitarra, basso e cori
- Michela Ollari - voce
- Marco Paolini